# قسطنطين بودين
قسطنطين بودين (بالصربية: Константин Бодин)‏ (1072-1101) كان حاكم دوكليا في الفترة من 1081 إلى 1101.